# Ryan Kesler
Ryan James Elwin Kesler (né le 31 août 1984 à Livonia, État du Michigan) est un joueur professionnel américain de hockey sur glace. Il évolue au poste de centre. Il est considéré comme un attaquant polyvalent.

## Biographie

### Carrière en club
En 2000, il débute avec l'équipe des États-Unis moins de 18 ans. En 2002, il s'aguerrit avec les Buckeyes d'Ohio State dans le championnat NCAA. Il est choisi au premier tour, en vingt-troisième position au total lors du repêchage d'entrée dans la LNH 2003 par les Canucks de Vancouver. En 2003-2004, il passe professionnel avec le club ferme des Canucks du Moose du Manitoba dans la Ligue américaine de hockey. Le 24 novembre 2003, il débute dans la Ligue nationale de hockey avec les Canucks chez les Maple Leafs de Toronto. Le lendemain, il sert sa première assistance chez les Canadiens de Montréal. Il marque son premier but chez les Flames de Calgary le 29 novembre 2003. Depuis 2005, il s'impose comme un cadre de l'équipe de Vancouver. Le 11 octobre 2007, Jesse Boulerice lui assène un coup de crosse au visage. Il est ensuite suspendu pendant 25 parties. Plus tard dans la saison, Chris Pronger piétine la jambe de Kesler avec la lame de son patin; il est suspendu huit matchs. Kesler est actuellement l'un des assistants capitaines de Henrik Sedin avec Willie Mitchell et Mattias Öhlund. Le 11 janvier 2011, il est nommé pour participer au 58e Match des étoiles. Il est l'un des trois joueurs des Canucks avec Henrik et Daniel Sedin. Il est choisi avec Mike Green pour être assistant-capitaine de l'équipe Staal. En juin 2014, il est échangé aux Ducks d'Anaheim contre Nick Bonino, Luca Sbisa et le 24e choix du repêchage d'entrée dans la LNH 2014.
Le 15 juin 2015, il obtient une prolongation de contrat avec les Ducks pour six ans et un salaire de 41,25 millions de dollars.

### Carrière internationale
Il représente les États-Unis en sélection senior depuis les mondiaux 2006.

## Statistiques

### En club
| Saison     | Équipe                | Ligue      |       | Saison régulière | Saison régulière | Saison régulière | Saison régulière | Saison régulière |    | Séries éliminatoires | Séries éliminatoires | Séries éliminatoires | Séries éliminatoires | Séries éliminatoires |
| Saison     | Équipe                | Ligue      | PJ    | B                | A                | Pts              | Pun              | PJ               | B  | A                    | Pts                  | Pun                  |                      |                      |
| 2000-2001  | États-Unis U18        | NAHL       | 56    | 7                | 21               | 28               | 40               | -                | -  | -                    | -                    | -                    |                      |                      |
| 2001-2002  | États-Unis Jr.        | USHL       | 13    | 5                | 5                | 10               | 10               | -                | -  | -                    | -                    | -                    |                      |                      |
| 2001-2002  | États-Unis U18        | NAHL       | 10    | 5                | 6                | 11               | 4                | -                | -  | -                    | -                    | -                    |                      |                      |
| 2002-2003  | Buckeyes d'Ohio State | NCAA       | 40    | 11               | 20               | 31               | 44               | -                | -  | -                    | -                    | -                    |                      |                      |
| 2003-2004  | Moose du Manitoba     | LAH        | 33    | 3                | 8                | 11               | 29               | -                | -  | -                    | -                    | -                    |                      |                      |
| 2003-2004  | Canucks de Vancouver  | LNH        | 28    | 2                | 3                | 5                | 16               | -                | -  | -                    | -                    | -                    |                      |                      |
| 2004-2005  | Moose du Manitoba     | LAH        | 78    | 30               | 28               | 58               | 105              | 14               | 4  | 5                    | 9                    | 8                    |                      |                      |
| 2005-2006  | Canucks de Vancouver  | LNH        | 82    | 10               | 13               | 23               | 79               | -                | -  | -                    | -                    | -                    |                      |                      |
| 2006-2007  | Canucks de Vancouver  | LNH        | 48    | 6                | 10               | 16               | 40               | 1                | 0  | 0                    | 0                    | 0                    |                      |                      |
| 2007-2008  | Canucks de Vancouver  | LNH        | 80    | 21               | 16               | 37               | 79               | -                | -  | -                    | -                    | -                    |                      |                      |
| 2008-2009  | Canucks de Vancouver  | LNH        | 82    | 26               | 33               | 59               | 61               | 10               | 2  | 2                    | 4                    | 14                   |                      |                      |
| 2009-2010  | Canucks de Vancouver  | LNH        | 82    | 25               | 50               | 75               | 104              | 12               | 1  | 9                    | 10                   | 4                    |                      |                      |
| 2010-2011  | Canucks de Vancouver  | LNH        | 82    | 41               | 32               | 73               | 66               | 25               | 7  | 12                   | 19                   | 47                   |                      |                      |
| 2011-2012  | Canucks de Vancouver  | LNH        | 77    | 22               | 27               | 49               | 56               | 5                | 0  | 3                    | 3                    | 6                    |                      |                      |
| 2012-2013  | Canucks de Vancouver  | LNH        | 17    | 4                | 9                | 13               | 12               | 4                | 2  | 0                    | 2                    | 0                    |                      |                      |
| 2013-2014  | Canucks de Vancouver  | LNH        | 77    | 25               | 18               | 43               | 81               | -                | -  | -                    | -                    | -                    |                      |                      |
| 2014-2015  | Ducks d'Anaheim       | LNH        | 81    | 20               | 27               | 47               | 75               | 16               | 7  | 6                    | 13                   | 24                   |                      |                      |
| 2015-2016  | Ducks d'Anaheim       | LNH        | 79    | 21               | 32               | 53               | 78               | 7                | 4  | 0                    | 4                    | 0                    |                      |                      |
| 2016-2017  | Ducks d'Anaheim       | LNH        | 82    | 22               | 36               | 58               | 83               | 17               | 1  | 7                    | 8                    | 32                   |                      |                      |
| 2017-2018  | Ducks d'Anaheim       | LNH        | 44    | 8                | 6                | 14               | 46               | 4                | 0  | 2                    | 2                    | 6                    |                      |                      |
| 2018-2019  | Ducks d'Anaheim       | LNH        | 60    | 5                | 3                | 8                | 44               | -                | -  | -                    | -                    | -                    |                      |                      |
| Totaux LNH | Totaux LNH            | Totaux LNH | 1 001 | 258              | 315              | 573              | 920              | 101              | 24 | 41                   | 65                   | 133                  |                      |                      |

### En équipe nationale
| Année | Compétition                 |   | PJ | B | A | Pts | Pun | +/-               |  | Résultat |
| 2002  | Championnat du monde 18 ans | 8 | 2  | 5 | 7 | 4   | +7  | Médaille d'or     |  |          |
| 2003  | Championnat du monde junior | 7 | 3  | 4 | 7 | 6   | +3  | 4e place          |  |          |
| 2004  | Championnat du monde junior | 6 | 3  | 0 | 3 | 6   | -2  | Médaille d'or     |  |          |
| 2006  | Championnat du monde        | 7 | 0  | 1 | 1 | 0   | +1  | 7e place          |  |          |
| 2010  | Jeux olympiques             | 6 | 2  | 0 | 2 | 2   | +5  | Médaille d'argent |  |          |
| 2014  | Jeux olympiques             | 6 | 1  | 3 | 4 | 0   | +6  | 4e place          |  |          |
| 2016  | Coupe du monde              | 3 | 0  | 0 | 0 | 4   | -3  | 7e place          |  |          |

## Trophées et honneurs personnels
- Championnat du monde moins de 18 ans
  - 2002 : élu meilleur joueur.
- Central Collegiate Hockey Association
  - 2003 : élu dans l'équipe des recrues.
- Moose du Manitoba
  - 2005 : élu meilleur joueur.
- Ligue américaine de hockey
  - 2004-2005 : participe au Match des étoiles.
- Ligue nationale de hockey
  - 2010-2011 : participe au 58e Match des étoiles.
  - 2010-2011 : remporte le trophée Frank-J.-Selke.